# Нова Забудова (Київ)
Нова́ Забудо́ва  — історична місцевість у м. Києві. Виникла в 30—40-х роках XIX століття як земля, виділена для масового переселення жителів з Печерська, яке було спричинене будівництвом Нової Печерської фортеці.
Головні вулиці — Антоновича, Саксаганського, Велика Васильківська, Жилянська, бульвар Тараса Шевченка (розділяв колишні дільниці міста — Старокиївську та Либідську). Частиною Нової Забудови була місцевість Паньківщина, куди входять три вулиці — Тарасівська, Микільсько-Ботанічна та Паньківська. Нова Забудова та Паньківщина мають найвищу концентрацію робочих місць у місті.

## Історія
У 30-х роках XIX ст. Київ розширювався, тому виникла потреба в плануванні й організації його забудови та впорядкування. У 1830 р. затвердили план нової фортеці на Печерську. Десятки будинків Печерського форштадту купили, щоб знести, а сотні мешканців переселили в квартали нового району — т. зв. Либідської дільниці або Нової забудови. У 1833 р. сюди з Печерська перенесли дерев'яну Володимирську церкву. У першій чверті XX ст. історична місцевість Нова забудова охоплювала Либідську й частково Бульварну дільниці Києва.
Активний розвиток і забудова району починаються наприкінці XIX — на поч. XX ст. Забудова тих часів збереглася на вулицях Басейній та Рогнідинській. Деякі культові споруди району були зруйновані в 1930—1960 рр.: Благовіщенська, Троїцька, Либідсько-Володимирська, Іоанна Златоуста (Залізна), Індійська церкви.

## Галерея

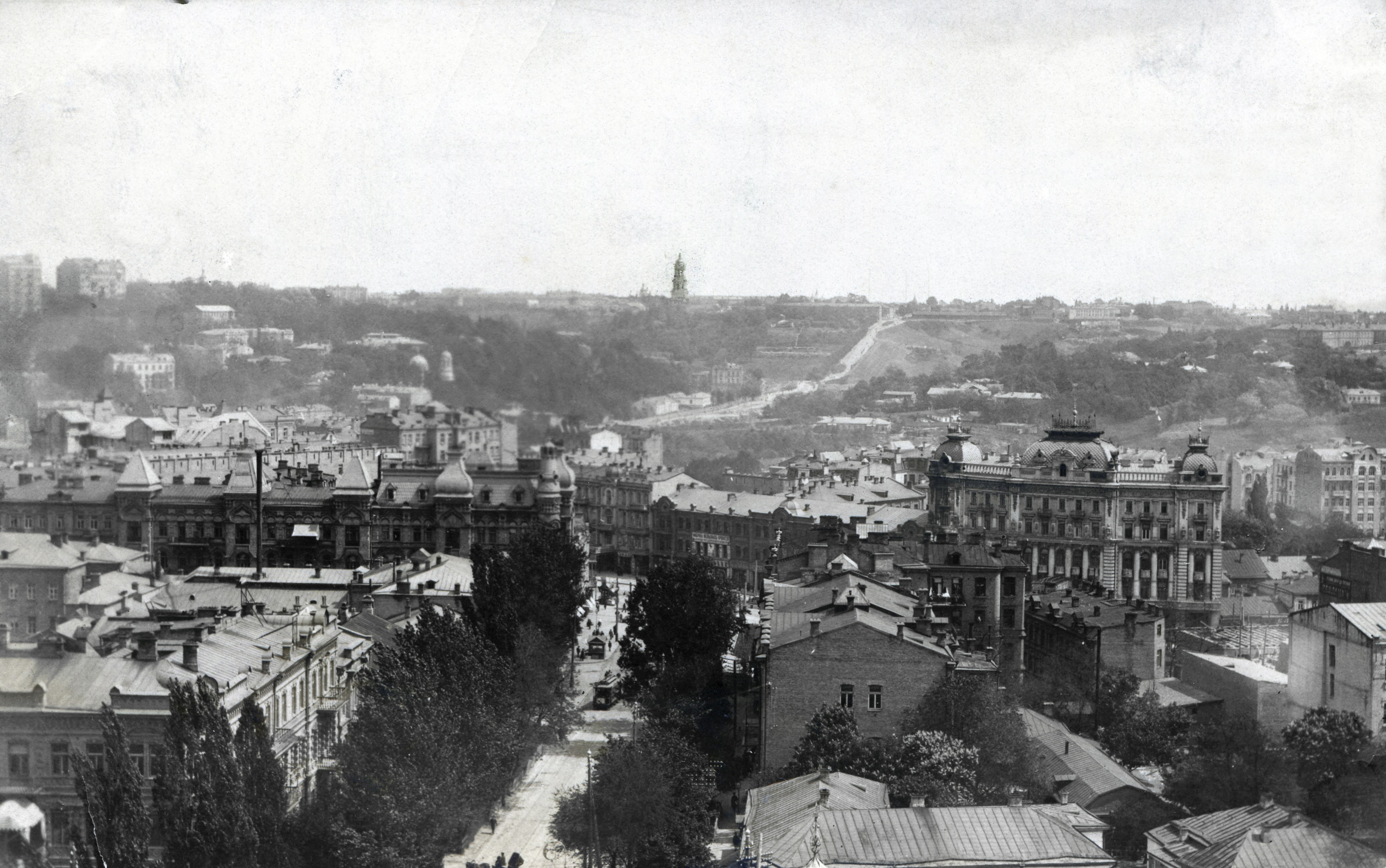
Нова Забудова у 1914 р. На передньому плані вулиця Льва Толстого
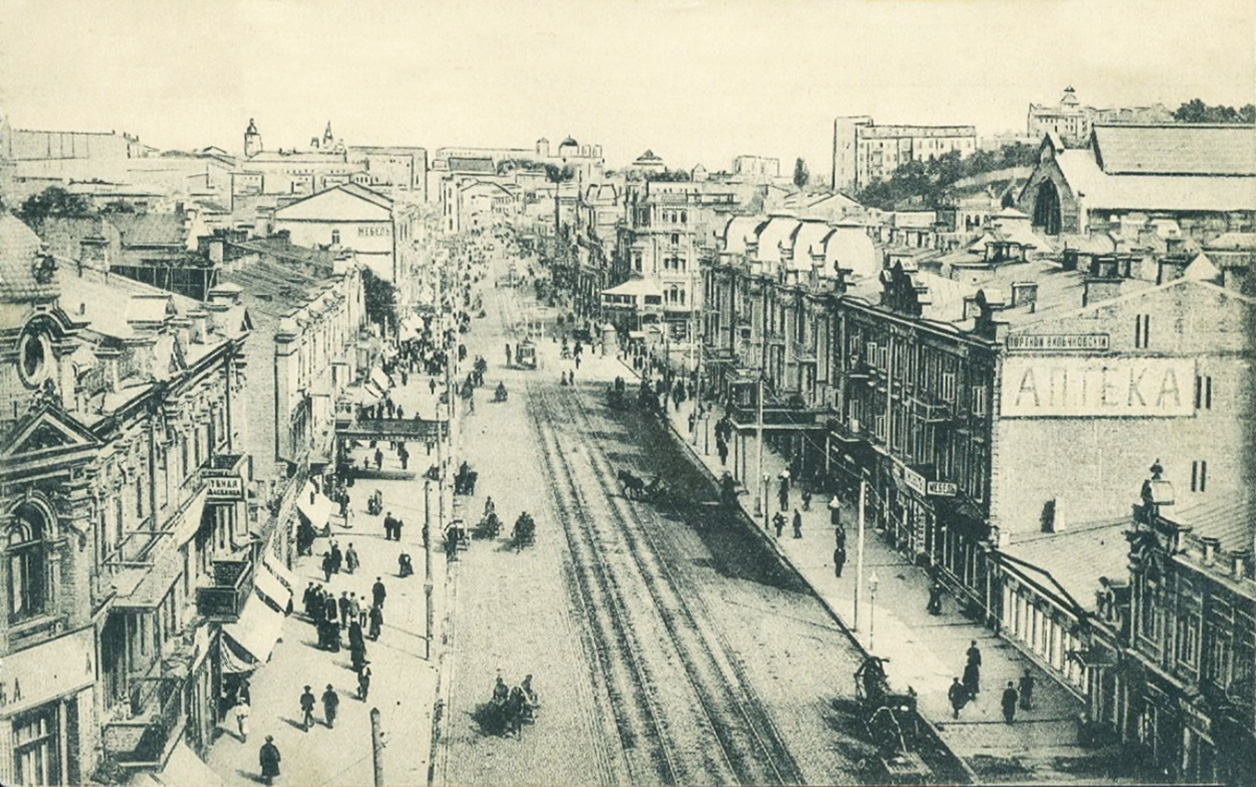
Вулиця Велика Васильківська у 1900 р.
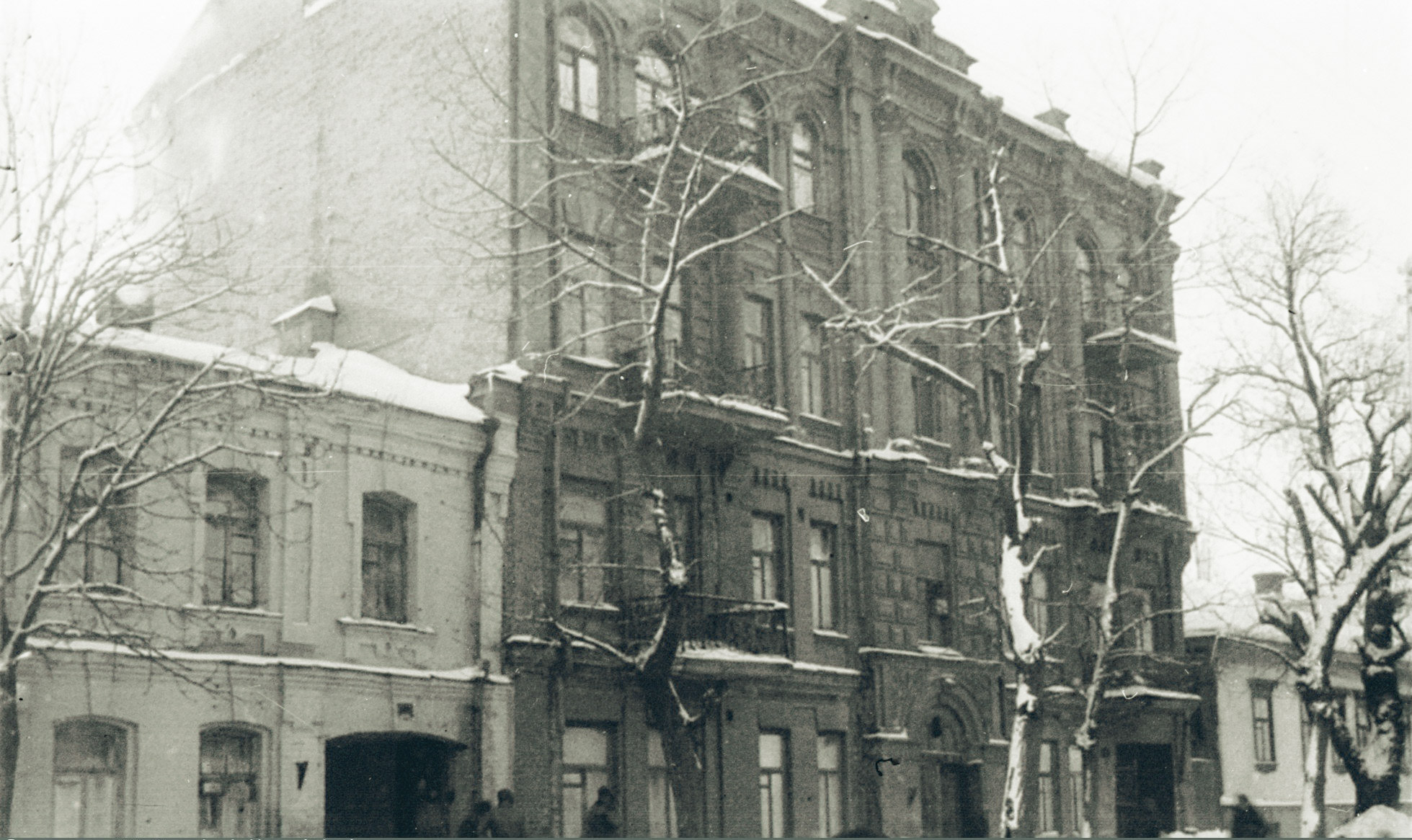
Будинок на Жилянській, 79, знесений у 1990-х
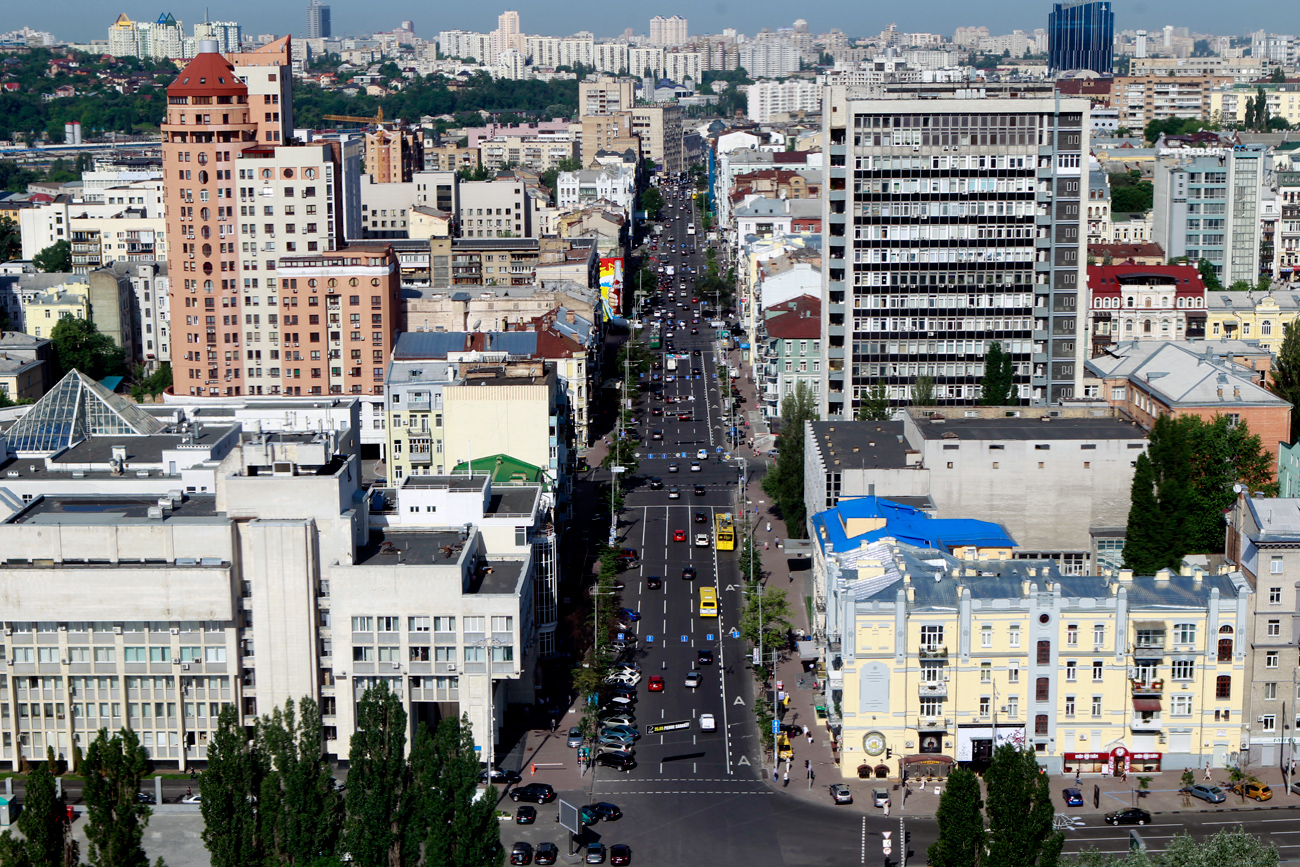
Сучасний вигляд вулиці Саксаганського